# 257005 Arpadpal
257005 Arpadpal este un asteroid din centura principală de asteroizi.

## Descriere
257005 Arpadpal este un asteroid din centura principală de asteroizi. A fost descoperit pe 11 martie 2008 la Observatorul La Silla în cadrul programului EURONEAR. Asteroidul prezintă o orbită caracterizată de o semiaxă mare de 2,80 ua, o excentricitate de 0,01 și o înclinație de 4,0° în raport cu ecliptica.